# Travis Jayner
Travis Jayner, né le 5 septembre 1982 à Moncton, est un patineur de vitesse sur piste courte américain.

## Palmarès
| Épreuve / Édition | Vancouver 2010 |
| 1 000 m           | 23e            |
| Relais 5 000 m    | Bronze         |